# Háj (Habartice)

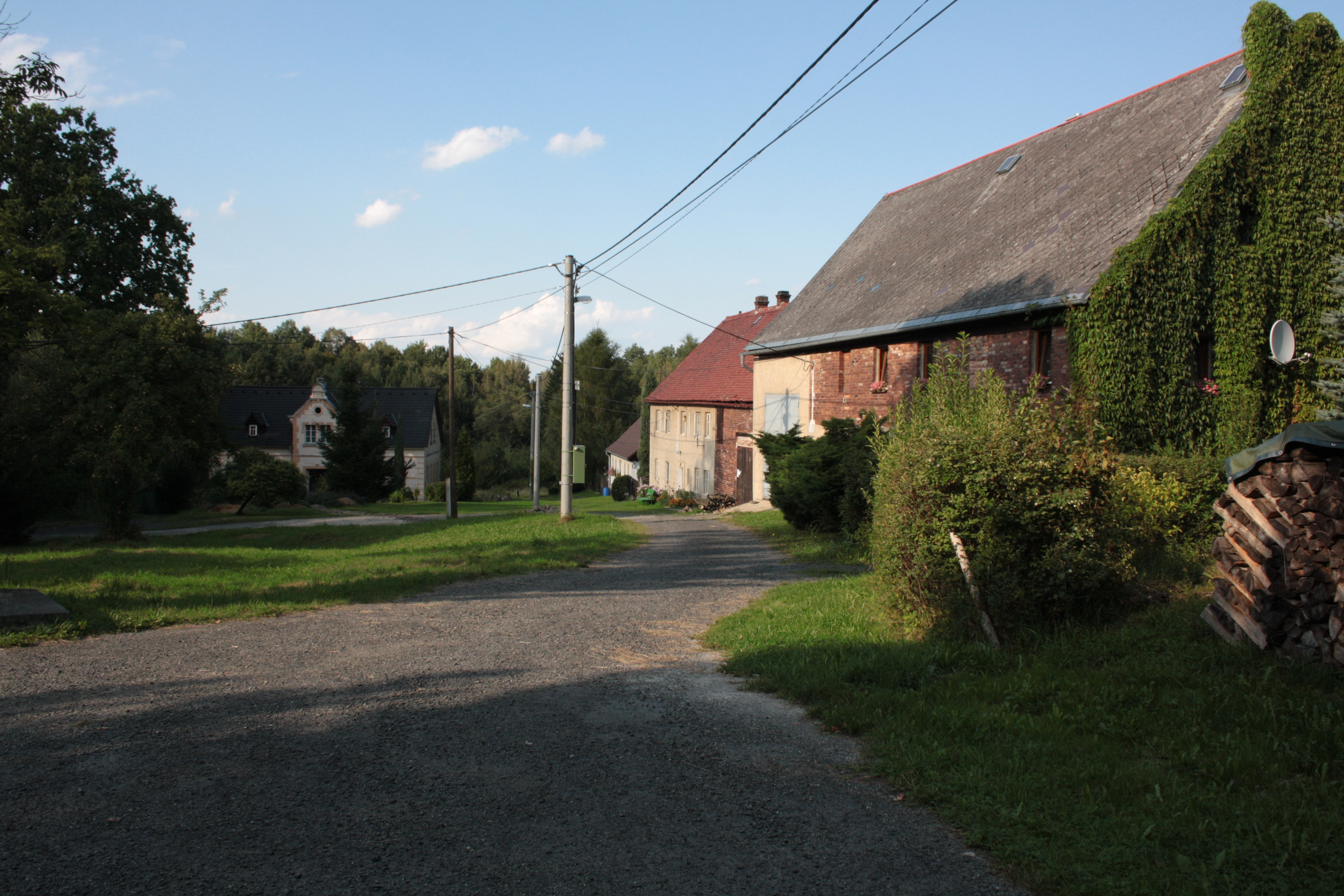
Dorfplatz

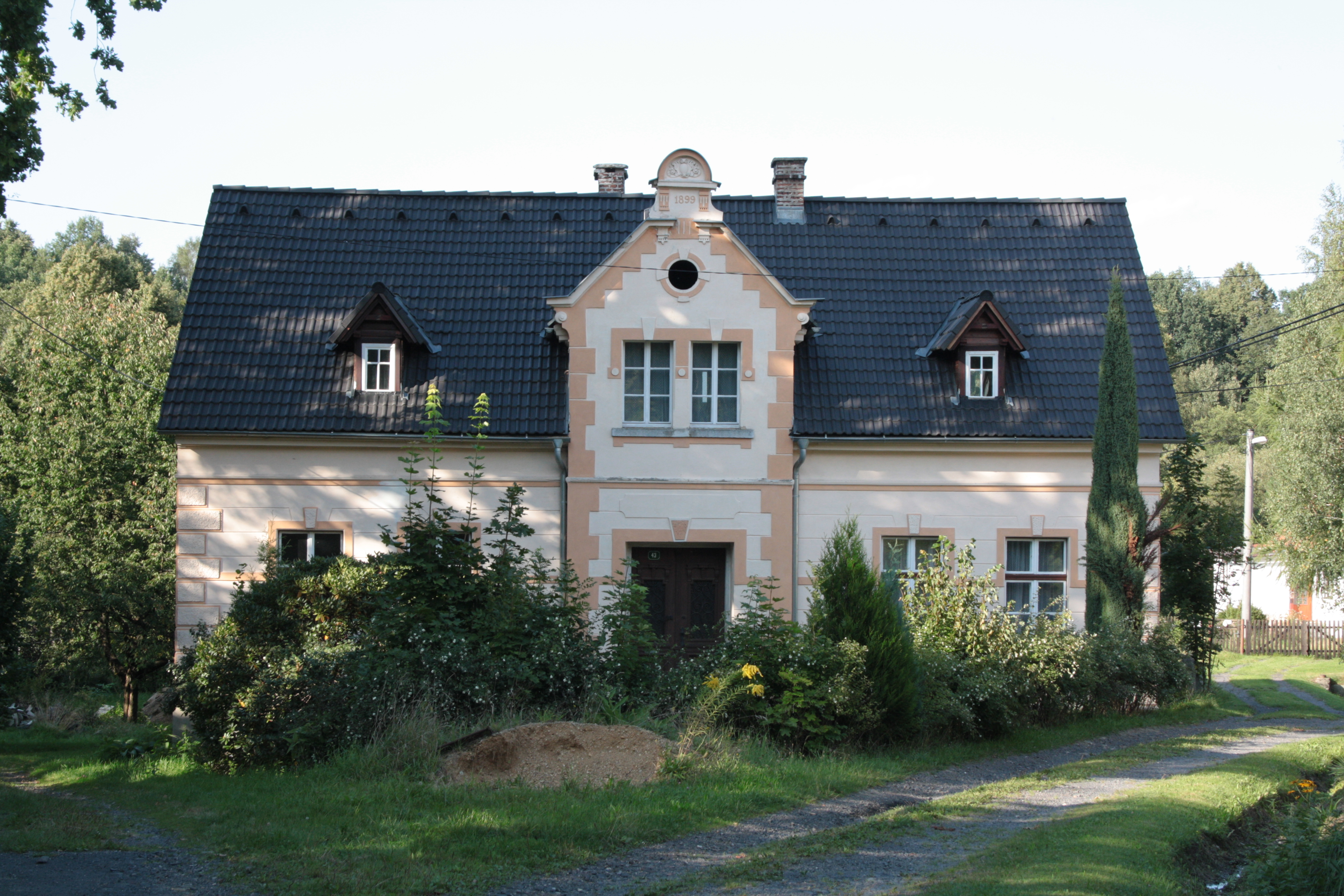
Haus Nr. 43

Háj (deutsch Göhe) ist ein Ortsteil der Gemeinde Habartice in Tschechien. Er liegt zwei Kilometer südöstlich der polnischen Stadt Zawidów unmittelbar an der Staatsgrenze und gehört zum Okres Liberec.

## Geographie
Háj befindet sich linksseitig des Grenzbaches Kočičí potok / Koci Potok (Katzbach) im Isergebirgsvorland. Nordöstlich erhebt sich der Háj (Katzenstein, 307 m), im Südosten der Zadní vrch (Mittelberg, 308 m) und südwestlich die Skalka (339 m).
Nachbarorte sind Stary Zawidów im Norden, Miedziane im Nordosten, Łowin im Osten, Bulovka im Südosten, Horní Pertoltice im Süden, V Poli im Südwesten, Černousy im Westen sowie Habartice und Zawidów im Nordwesten.

## Geschichte
Das zur Standesherrschaft Seidenberg-Friedland gehörige Dorf gelangte nach der Schlacht am Weißen Berg und der Konfiskation der Güter Christoph von Rederns als Teil der abgetrennten Herrschaft Friedland 1620 an Albrecht von Waldstein. Nach der Verpfändung der Lausitzen an Kursachsen bildete die Katzbach in diesem Bereich die Grenze zwischen Böhmen und Sachsen. Nach der Teilung der Oberlausitz lag Göhe ab 1815 an der österreichisch-preußischen Grenze. Im Jahre 1830 bestand das zum Bunzlauer Kreis gehörige Dorf aus 49 Häusern und hatte 270 Einwohner. Ein Teil der Bewohner war evangelisch, diese waren nach Seidenberg in Preußen gepfarrt. In der Dorfschule erfolgte der gemeinsame Unterricht der katholischen und evangelischen Kinder. Die Wasserkraft der Katzbach trieb eine Mahlmühle und eine Brettmühle an.
Nach der Aufhebung der Patrimonialherrschaften entstand 1850 die politische Gemeinde Göhe im Gerichtsbezirk Friedland bzw. Bezirk Friedland. 1930 lebten in Göhe 220 Menschen. Nach dem Münchner Abkommen wurde der Ort im Oktober 1938 dem Deutschen Reich zugeschlagen und gehörte bis 1945 zum Landkreis Friedland. 1939 hatte die Gemeinde 190 Einwohner. Nach dem Zweiten Weltkrieg erfolgte die Vertreibung der deutschen Bevölkerung und die Ansiedlung von Tschechen aus dem Gebiet von Sedlčany und Votice. Am 25. April 1952 wurde Háj nach Habartice eingemeindet. Seit 1961 gehört das Dorf zum Okres Liberec. Ins polnische Stary Zawidów führt ein Fußsteig durch die Katzbach. 1991 hatte der Ort 14 Einwohner. Im Jahre 2001 bestand das Dorf aus 11 Häusern, in denen 27 Menschen lebten.